# Euroleague Basketball
L'Eurolega (ufficialmente Turkish Airlines Euroleague Basketball per ragioni pubblicitarie) è la massima competizione europea per club di pallacanestro maschili.
Nella sua emanazione attuale, si tratta di una lega semichiusa a cui prendono parte in totale diciotto club facenti parte della FIBA Europe: undici sono fissi, cinque vi accedono annualmente al raggiungimento di determinati obiettivi e due partecipano su invito. L'attuale detentore del trofeo è il Fenerbahçe, che nell'ultima edizione (edizione 2024-2025) ha centrato il secondo titolo della sua storia.
La manifestazione, fondata nel 2000 quando la FIBA dimenticò di registrare il nome Eurolega, è stata organizzata inizialmente dalla ULEB per poi passare nel 2009 sotto il controllo di Euroleague Commercial Assets (ECA).

## Storia

### Gli esordi
Nel 1954 Gabriel Hanot, giornalista francese de L'Équipe, fu tra gli ispiratori nella creazione della Coppa dei Campioni di calcio, dopo aver assistito ad una partita amichevole tra gli inglesi del Wolverhampton e gli ungheresi del Honvéd.
Sull'onda del successo, pochi anni dopo, durante i Campionati Europei del 1957, il Segretario Generale della FIBA Renato William Jones, insieme agli altri membri della commissione, Borislav Stanković (Jugoslavia), Raimundo Saporta (Spagna), Robert Busnel (Francia), Miloslav Kříž (Cecoslovacchia) e Nikolaj Semaško (Unione Sovietica), avanzò la proposta alle varie federazioni europee di inviare i loro campioni nazionali alla manifestazione e L'Équipe donò il trofeo.
La prima edizione della Coppa dei Campioni si svolse nel 1958, e vi parteciparono 22 formazioni che presero parte al torneo; la prima edizione vide vittoriosi i sovietici dell'ASK Riga, mentre il Real Madrid venne costretto ad abbandonare in semifinale in quanto il regime franchista non lo autorizzò a recarsi in Unione Sovietica.
Nelle prime edizioni del torneo, le formazioni sovietiche la fecero da padroni, vincendo ben sei titoli: 3 l'ASK Riga, 2 il CSKA Mosca, e una vittoria per la Dinamo Tbilisi.

### Gli anni 1960
Nel 1961 le cose iniziarono a cambiare: il sempre maggiore successo della pallacanestro in Spagna e Italia, contribuì a rendere più competitive le formazioni occidentali, con la prima vittoria, nell'edizione 1963-1964, del Real Madrid contro i cecoslovacchi dello Spartak ZJŠ Brno. La formazione di Madrid bissò il successo anche l'anno successivo, anche grazie al fatto che le formazioni dell'Unione Sovietica non parteciparono alla competizione, dato che i giocatori vennero preventivamente convocati dalla nazionale per partecipare alle Olimpiadi di Tokyo 1964.
La stagione successiva la competizione venne vinta per la prima volta da una squadra italiana, la Simmenthal Milano guidata da un giovanissimo Bill Bradley, che sarebbe poi diventato una star della NBA con i New York Knicks. Dopo il successo meneghino, per altri due anni la Coppa venne vinta dal Real Madrid, grazie a stelle come Clifford Luyk, Emiliano Rodríguez, Miles Aiken, e più tardi Wayne Brabender.
Nella finale di Barcellona, dell'edizione 1968-1969, il CSKA Mosca riuscì a tornare sul tetto d'Europa con la vittoria contro il Real Madrid, guidata dal giovane talento di Sergej Belov, autore di 19 punti, ma soprattutto dalla prestazione da 37 punti di Vladimir Andreev.

### Gli anni 1970

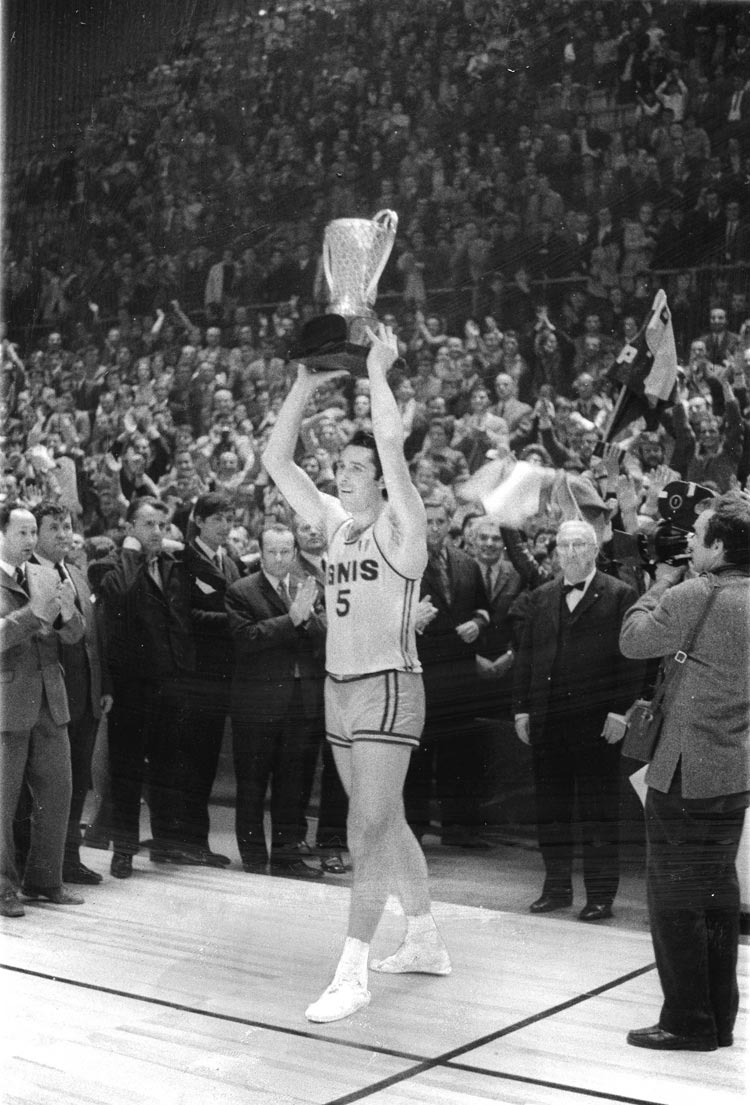
Ottorino Flaborea solleva la prima Coppa dei Campioni vinta da Varese nel 1970

Dopo le dinastie sovietiche e spagnole, gli anni settanta furono dominati dalla Pallacanestro Varese che giocò dieci finali consecutive (record ancora ineguagliato) vincendone cinque. Guidata dalla leggenda Dino Meneghin, e da Bob Morse, Manuel Raga, Ottorino Flaborea, John Fultz, Ivan Bisson, Aldo Ossola, Charlie Yelverton e da Aza Nikolić prima, e Sandro Gamba poi, come allenatori.
Durante il decennio il CSKA Mosca, sempre guidato da Sergei Belov, vinse l'ultimo trofeo prima di un lungo digiuno durato fino al 2006. Nella finale dell'edizione 1973-1974 il Real Madrid, guidato da Wayne Brabender e Carmelo Cabrera riuscì a sorprendere Varese che fino ad allora aveva dominato la competizione perdendo una sola volta.
Sempre Varese, dopo altri due successi, perse la finale del 1977 contro il Maccabi Tel Aviv del duo Jim Boatwright - Miki Berkovich, autori di 43 punti in coppia nella finale. E nel 1979 fu la volta del primo successo della scuola jugoslava: il Bosna Sarajevo guidato in panchina dal trentaduenne Bogdan Tanjević, grazie ai 45 punti di Žarko Varajić e ai 30 di Mirza Delibašić riuscì a battere ancora Varese, e a salire sul trono d'Europa.

### Gli anni 1980
Il decennio fu caratterizzato dal Maccabi Tev Aviv (sei volte in finale, ma una sola vittoria), e ancor di più dai club italiani (sette apparizioni e cinque vittorie), con tre differenti campioni (Cantù, Virtus Roma, e Olimpia Milano) in soli 7 anni, nonché da quelli jugoslavi, primo fra tutti il Cibona Zagabria di Dražen Petrović, due volte vincitore consecutivamente (nel 1984-1985 e nel 1985-1986); seguito poi dalla Jugoplastika Spalato, vincitrice per ben tre volte consecutive (nel 1989, 1990 e nel 1991), grazie a campioni assoluti come Dino Rađa e Toni Kukoč.

### Gli anni 1990
Nella stagione 1991-92 la competizione subisce una sostanziale modifica, oltre al detentore della coppa e ai campioni dei rispettivi paesi vengono ammesse anche alcune piazzate dei campionati più importanti, e prende il nome di campionato europeo FIBA.
Il dominio italo jugoslavo viene spezzato nel 1993 dal Limoges che batte in finale Treviso. Successivamente il basket greco comincia ad imporsi con Olympiacos e Panathinaikos che arrivano regolarmente in finale cogliendo i primi successi. Avversarie spesso sono le squadre spagnole con il Real Madrid che conquista l'ottavo successo nel 1995 succedendo alla Joventut Badalona campione 1994.
Nella stagione 1996-97 viene introdotta la fase iniziale a gironi e la competizione prende il nome di Eurolega. Tra i successi di Olympiacos e Panathinaikos, ci sono due finali per la Virtus Bologna che nel 1998 è campione d'Europa per la prima volta e nell'anno successivo viene superata dai lituani dello Zalgiris Kaunas (anche loro al primo successo).

### Gli anni 2000 e 2010
Nel 2000 la ULEB (Unione delle Leghe Europee di Basket) registra il marchio Eurolega lasciato scoperto da FIBA Europe, la quale crea la SuproLeague. Si crea così una spaccatura nei club europei di basket: tra le altre squadre, Panathīnaïkos, Maccabi Tel Aviv, CSKA Mosca ed Efes Pilsen rimasero con la FIBA, mentre Olympiakos, Virtus Bologna, Fortitudo Bologna, Real Madrid, Barcellona, Baskonia e Benetton Treviso hanno aderito alla ULEB.
Nel maggio del 2001 l'Europa ha avuto due campioni: la Virtus Bologna nella ULEB Euroleague e il Maccabi Tel Aviv nella FIBA Suproleague. Dopo questa stagione di transizione i leader delle due organizzazioni si sono convinti della necessità di elaborare un nuovo singolo torneo. La trattativa ha visto la ULEB in una netta condizione di superiorità e la FIBA non ha avuto altra scelta che accettare le sue condizioni. Di conseguenza, la competizione FIBA è stata assorbita dalla Eurolega ULEB.

La Virtus Bologna celebra la sua seconda Eurolega vinta nel 2001: fu l'anno del dualismo tra ULEB (Euroleague) e FIBA (Suproleague).

Nella nuova competizione viene introdotto il sistema delle licenze, che garantisce l'accesso pluriennale ad alcune squadre, con l'integrazione delle migliori piazzate nei campionati più importanti. Inizialmente le licenze venivano assegnate ogni tre anni in base ai risultati ottenuti nel triennio nel campionato nazionale. In seguito, oltre ai risultati, sono stati tenuti in considerazione anche altri fattori come grandezza dei palazzetti e seguito di pubblico.
La lotta per il titolo ha visto spesso confrontarsi le squadre greche, spagnole ed il CSKA di Mosca che si sono spartite i titoli con l'eccezione del biennio 2004-2005 che ha visto trionfare il Maccabi Tel Aviv.
Il Barcellona conquista per la prima volta il titolo nel 2003 per poi ripetersi nel 2010, mentre il CSKA torna alla vittoria dopo oltre trenta anni nel 2006 alla prima di quattro finali consecutive che gli daranno anche il titolo del 2008.
Nel 2008 la ULEB lascia l'organizzazione del torneo in favore della Eurolegue Commercial Assets (ECA), la quale opera una stabilizzazione delle licenze, in quel momento tredici, che potranno essere revocate solo in caso di problemi finanziari o risultati particolarmente scadenti. A partire dalla stagione 2016-2017, anche a seguito della rinnovata rivalità con la FIBA che cerca di rilanciare dei propri tornei, la competizione cambia formato diventando un campionato a sedici squadre di cui undici licenziatarie.
Sul piano sportivo in questo periodo si registra un certo equilibrio con le due principali squadre greche Panathinaikos e Olympiakos che sono le uniche a vincere più di un titolo.

## Formato

### Formato attuale
A partire dalla stagione 2019-2020 partecipano 18 squadre in un unico girone all'italiana con partite di andata e ritorno. 11 squadre possiedono una licenza A pluriennale, 2 squadre una licenza biennale rinnovabile, e partecipano poi le vincitrici della Lega Adriatica, la prima classificata della VTB league che non possiede la licenza A, la vincente dell'Eurocup e una squadra ex campione meglio piazzata e classificata ai play-off (in caso di mancata qualificazione di entrambe le squadre accede all'Eurolega la finalista perdente dell'Eurocup), più una squadra alla quale viene assegnata una wild card. Le prime otto squadre della stagione regolare andranno poi a disputare i play-off secondo il formato già utilizzato negli anni precedenti: quarti di finale al meglio delle 5 gare e Final Four.

## Albo d'oro
| Con la denominazione di FIBA European Champions Cup                              |                              |                                             |                                     |                                     |                                     |
| 1958                                                                             | ASK Riga                     | 170-152 (86-81 / 71-84)                     | Academic Sofia                      | Honvéd                              | Real Madrid                         |
| 1958-1959                                                                        | ASK Riga                     | 148-125 (79-58 / 67-69)                     | Academic Sofia                      | OKK Belgrado                        | Lech Poznań                         |
| 1959-1960                                                                        | ASK Riga                     | 130-113 (51-61 / 69-62)                     | Dinamo Tbilisi                      | Polonia Varsavia                    | Slovan Orbis Praga                  |
| 1960-1961                                                                        | CSKA Mosca                   | 148-128 (87-62 / 66-61)                     | ASK Riga                            | Real Madrid                         | Steaua Bucarest                     |
| 1961-1962                                                                        | Dinamo Tbilisi               | 90-83                                       | Real Madrid                         | AŠK Olimpija Lubiana                | CSKA Mosca                          |
| 1962-1963                                                                        | CSKA Mosca                   | 259-240 (86-69 / 91-74 / 99-80)             | Real Madrid                         | Spartak ZJŠ Brno                    | Dinamo Tbilisi                      |
| 1963-1964                                                                        | Real Madrid                  | 183-174 (110-99 / 84-64)                    | Spartak ZJŠ Brno                    | OKK Belgrado                        | Pallacanestro Olimpia Milano        |
| 1964-1965                                                                        | Real Madrid                  | 157-150 (88-81 / 76-62)                     | CSKA Mosca                          | Pallacanestro Varese                | OKK Belgrado                        |
| 1965-1966                                                                        | Pallacanestro Olimpia Milano | 77-72                                       | Slavia Praga                        | CSKA Mosca                          | AEK Atene                           |
| 1966-1967                                                                        | Real Madrid                  | 91-83                                       | Pallacanestro Olimpia Milano        | AŠK Olimpija Lubiana                | Slavia Praga                        |
| 1967-1968                                                                        | Real Madrid                  | 98-95                                       | Spartak ZJŠ Brno                    | Pallacanestro Olimpia Milano        | Zadar                               |
| 1968-1969                                                                        | CSKA Mosca                   | 103-99 (d2ts)                               | Real Madrid                         | Spartak ZJŠ Brno                    | Standard Liegi                      |
| 1969-1970                                                                        | Pallacanestro Varese         | 79-74                                       | CSKA Mosca                          | Real Madrid                         | Slavia Praga                        |
| 1970-1971                                                                        | CSKA Mosca                   | 67-53                                       | Pallacanestro Varese                | Real Madrid                         | Slavia Praga                        |
| 1971-1972                                                                        | Pallacanestro Varese         | 70-69                                       | Jugoplastika Spalato                | Real Madrid                         | Panathīnaïkos                       |
| 1972-1973                                                                        | Ignis Varese                 | 71-66                                       | CSKA Mosca                          | Stella Rossa Belgrado               | Pallacanestro Olimpia Milano        |
| 1973-1974                                                                        | Real Madrid                  | 84-82                                       | Pallacanestro Varese                | Radnički Belgrado                   | Berck                               |
| 1974-1975                                                                        | Pallacanestro Varese         | 79-66                                       | Real Madrid                         | Berck                               | Zadar                               |
| 1975-1976                                                                        | Pallacanestro Varese         | 81-74                                       | Real Madrid                         | Pallacanestro Cantù                 | ASVEL Lyon-Villeurbanne             |
| 1976-1977                                                                        | Maccabi Elite Tel Aviv       | 78-77                                       | Pallacanestro Varese                | CSKA Mosca                          | Real Madrid                         |
| 1977-1978                                                                        | Real Madrid                  | 75-67                                       | Pallacanestro Varese                | Maccabi Elite Tel Aviv              | ASVEL Lyon-Villeurbanne             |
| 1978-1979                                                                        | Bosna Sarajevo               | 96-93                                       | Pallacanestro Varese                | Maccabi Elite Tel Aviv              | Real Madrid                         |
| 1979-1980                                                                        | Real Madrid                  | 89-85                                       | Maccabi Elite Tel Aviv              | Bosna Sarajevo                      | Virtus Pallacanestro Bologna        |
| 1980-1981                                                                        | Maccabi Elite Tel Aviv       | 80-79                                       | Virtus Pallacanestro Bologna        | Nashua Den Bosch                    | Bosna Sarajevo                      |
| 1981-1982                                                                        | Pallacanestro Cantù          | 86-80                                       | Maccabi Elite Tel Aviv              | Partizan Belgrado                   | Barcellona                          |
| 1982-1983                                                                        | Pallacanestro Cantù          | 69-68                                       | Pallacanestro Olimpia Milano        | Real Madrid                         | CSKA Mosca                          |
| 1983-1984                                                                        | Pallacanestro Virtus Roma    | 79-73                                       | Barcellona                          | Pallacanestro Cantù                 | Bosna Sarajevo                      |
| 1984-1985                                                                        | Cibona Zagabria              | 87-78                                       | Real Madrid                         | Maccabi Elite Tel Aviv              | CSKA Mosca                          |
| 1985-1986                                                                        | Cibona Zagabria              | 94-82                                       | Žalgiris Kaunas                     | Pallacanestro Olimpia Milano        | Real Madrid                         |
| 1986-1987                                                                        | Pallacanestro Olimpia Milano | 71-69                                       | Maccabi Elite Tel Aviv              | Orthez                              | Zadar                               |
| 1987-1988                                                                        | Pallacanestro Olimpia Milano | 90-84                                       | Maccabi Elite Tel Aviv              | Partizan Belgrado                   | Aris Salonicco                      |
| 1988-1989                                                                        | Jugoplastika Spalato         | 75-69                                       | Maccabi Elite Tel Aviv              | Aris Salonicco                      | Barcellona                          |
| 1989-1990                                                                        | Jugoplastika Spalato         | 72-67                                       | Barcellona                          | Limoges                             | Aris Salonicco                      |
| 1990-1991                                                                        | Pop 84 Spalato               | 70-65                                       | Barcellona                          | Maccabi Elite Tel Aviv              | Victoria Libertas Pallacanestro     |
| Con la denominazione di FIBA Euro League (FIBA European League)                  |                              |                                             |                                     |                                     |                                     |
| 1991-1992                                                                        | Partizan Belgrado            | 71-70                                       | Montigalà Badalona                  | Pallacanestro Olimpia Milano        | Caja Postal Estudiantes             |
| 1992-1993                                                                        | Limoges                      | 59-55                                       | Pallacanestro Treviso               | PAOK Salonicco                      | Real Madrid                         |
| 1993-1994                                                                        | 7Up Badalona                 | 59-57                                       | Olympiakos                          | Panathīnaïkos                       | Barcellona                          |
| 1994-1995                                                                        | Real Madrid                  | 73-61                                       | Olympiakos                          | Panathīnaïkos                       | Limoges                             |
| 1995-1996                                                                        | Panathīnaïkos                | 67-66                                       | Barcellona                          | CSKA Mosca                          | Real Madrid                         |
| Con la denominazione di FIBA Euroleague                                          |                              |                                             |                                     |                                     |                                     |
| 1996-1997                                                                        | Olympiakos                   | 73-58                                       | Barcellona                          | Olimpija Smelt Lubiana              | ASVEL Lyon-Villeurbanne             |
| 1997-1998                                                                        | Virtus Pallacanestro Bologna | 58-44                                       | AEK Atene                           | Pallacanestro Treviso               | Partizan Belgrado                   |
| 1998-1999                                                                        | Žalgiris Kaunas              | 82-74                                       | Virtus Pallacanestro Bologna        | Olympiakos                          | Fortitudo Pallacanestro Bologna 103 |
| 1999-2000                                                                        | Panathīnaïkos                | 73-67                                       | Maccabi Elite Tel Aviv              | Efes Pilsen                         | Barcellona                          |
| Con la denominazione di FIBA SuproLeague (FIBA Super Professional League)        |                              |                                             |                                     |                                     |                                     |
| 2000-2001                                                                        | Maccabi Elite Tel Aviv       | 81-67                                       | Panathīnaïkos                       | Efes Pilsen                         | CSKA Mosca                          |
| Con la denominazione di ULEB Euroleague (Unione Leghe Europee Basket Euroleague) |                              |                                             |                                     |                                     |                                     |
| 2000-2001                                                                        | Virtus Pallacanestro Bologna | 3-2 (65-78 / 94-73 / 60-80 / 96-79 / 82-74) | Tau Cerámica Baskonia               | Fortitudo Pallacanestro Bologna 103 | AEK Atene                           |
| 2001-2002                                                                        | Panathīnaïkos                | 89-83                                       | Virtus Pallacanestro Bologna        | Pallacanestro Treviso               | Maccabi Elite Tel Aviv              |
| 2002-2003                                                                        | Barcellona                   | 76-65                                       | Pallacanestro Treviso               | Mens Sana Siena                     | CSKA Mosca                          |
| 2003-2004                                                                        | Maccabi Elite Tel Aviv       | 118-74                                      | Fortitudo Pallacanestro Bologna 103 | CSKA Mosca                          | Mens Sana Siena                     |
| 2004-2005                                                                        | Maccabi Elite Tel Aviv       | 90-78                                       | Tau Cerámica Baskonia               | Panathīnaïkos                       | CSKA Mosca                          |
| 2005-2006                                                                        | CSKA Mosca                   | 73-69                                       | Maccabi Elite Tel Aviv              | Tau Cerámica Baskonia               | Barcellona                          |
| 2006-2007                                                                        | Panathīnaïkos                | 93-91                                       | CSKA Mosca                          | Unicaja Málaga                      | Tau Cerámica Baskonia               |
| 2007-2008                                                                        | CSKA Mosca                   | 91-77                                       | Maccabi Elite Tel Aviv              | Mens Sana Siena                     | Tau Cerámica Baskonia               |
| 2008-2009                                                                        | Panathīnaïkos                | 73-71                                       | CSKA Mosca                          | Barcellona                          | Olympiakos                          |
| Con la denominazione di ECA Euroleague (EuroLegue Commercial Assets Euroleague)  |                              |                                             |                                     |                                     |                                     |
| 2009-2010                                                                        | Barcellona                   | 86-68                                       | Olympiakos                          | CSKA Mosca                          | Partizan Belgrado                   |
| 2010-2011                                                                        | Panathīnaïkos                | 78-70                                       | Maccabi Electra Tel Aviv            | Mens Sana Siena                     | Real Madrid                         |
| 2011-2012                                                                        | Olympiakos                   | 62-61                                       | CSKA Mosca                          | Barcellona                          | Panathīnaïkos                       |
| 2012-2013                                                                        | Olympiakos                   | 100-88                                      | Real Madrid                         | CSKA Mosca                          | Barcellona                          |
| 2013-2014                                                                        | Maccabi Electra Tel Aviv     | 98-86 (dts)                                 | Real Madrid                         | Barcellona                          | CSKA Mosca                          |
| 2014-2015                                                                        | Real Madrid                  | 78-59                                       | Olympiakos                          | CSKA Mosca                          | Fenerbahçe Ülker                    |
| 2015-2016                                                                        | CSKA Mosca                   | 101-96 (dts)                                | Fenerbahçe                          | Lokomotiv Kuban                     | Laboral Kutxa                       |
| Con la denominazione di ECA EuroLeague                                           |                              |                                             |                                     |                                     |                                     |
| 2016-2017                                                                        | Fenerbahçe                   | 80-64                                       | Olympiakos                          | CSKA Mosca                          | Real Madrid                         |
| 2017-2018                                                                        | Real Madrid                  | 85-80                                       | Fenerbahçe                          | Žalgiris Kaunas                     | CSKA Mosca                          |
| 2018-2019                                                                        | CSKA Mosca                   | 91-83                                       | Anadolu Efes                        | Real Madrid                         | Fenerbahçe                          |
| 2019-2020                                                                        | Non assegnato                | Non assegnato                               | Non assegnato                       | Non assegnato                       | Non assegnato                       |
| 2020-2021                                                                        | Anadolu Efes                 | 86-81                                       | Barcellona                          | Pallacanestro Olimpia Milano        | CSKA Mosca                          |
| 2021-2022                                                                        | Anadolu Efes                 | 58-57                                       | Real Madrid                         | Barcellona                          | Olympiakos                          |
| 2022-2023                                                                        | Real Madrid                  | 79-78                                       | Olympiakos                          | Monaco                              | Barcellona                          |
| 2023-2024                                                                        | Panathīnaïkos                | 95-80                                       | Real Madrid                         | Olympiakos                          | Fenerbahçe                          |
| 2024-2025                                                                        | Fenerbahçe                   | 81-70                                       | Monaco                              | Olympiakos                          | Panathīnaïkos                       |

## Statistiche di squadra

### Titoli per club
| Club              | Città      | Titoli | Secondi posti | Finali giocate | Anni finali vinte | Anni finali perse                                                                                            |
| ----------------- | ---------- | ------ | ------------- | -------------- | --- | --- |
| Real Madrid       | Madrid     | 11     | 10            | 21             | 1963-1964, 1964-1965, 1966-1967, 1967-1968, 1973-1974, 1977-1978, 1979-1980, 1994-1995, 2014-2015, 2017-2018, 2022-2023 | 1961-1962, 1962-1963, 1968-1969, 1974-1975, 1975-1976, 1984-1985, 2012-2013, 2013-2014, 2021-2022, 2023-2024 |
| CSKA Mosca        | Mosca      | 8      | 6             | 14             | 1960-1961, 1962-1963, 1968-1969, 1970-1971, 2005-2006, 2007-2008, 2015-2016, 2018-2019                                  | 1964-1965, 1969-1970, 1972-1973, 2006-2007, 2008-2009, 2011-2012                                             |
| Panathīnaïkos     | Atene      | 7      | 1             | 8              | 1995-1996, 1999-2000, 2001-2002, 2006-2007, 2008-2009, 2010-2011, 2023-2024                                             | 2000-2001 |
| Maccabi Tel Aviv  | Tel Aviv   | 6      | 9             | 15             | 1976-1977, 1980-1981, 2000-2001, 2003-2004, 2004-2005, 2013-2014                                                        | 1979-1980, 1981-1982, 1986-1987, 1987-1988, 1988-1989, 1999-2000, 2005-2006, 2007-2008, 2010-2011            |
| Pall. Varese      | Varese     | 5      | 5             | 10             | 1969-1970, 1971-1972, 1972-1973, 1974-1975, 1975-1976                                                                   | 1970-1971, 1973-1974, 1976-1977, 1977-1978, 1978-1979                                                        |
| Olympiakos        | Il Pireo   | 3      | 6             | 9              | 1996-1997, 2011-2012, 2012-2013                                                                                         | 1993-1994, 1994-1995, 2009-2010, 2014-2015, 2016-2017, 2022-2023                                             |
| Olimpia Milano    | Milano     | 3      | 2             | 5              | 1965-1966, 1986-1987, 1987-1988                                                                                         | 1966-1967, 1982-1983                                                                                         |
| ASK Rīga          | Riga       | 3      | 1             | 4              | 1958, 1958-1959, 1959-1960                                                                                              | 1960-1961 |
| Spalato           | Spalato    | 3      | 1             | 4              | 1988-1989, 1989-1990, 1990-1991                                                                                         | 1971-1972 |
| Barcellona        | Barcellona | 2      | 6             | 8              | 2002-2003, 2009-2010 | 1983-1984, 1989-1990, 1990-1991, 1995-1996, 1996-1997, 2020-2021                                             |
| Virtus Bologna    | Bologna    | 2      | 3             | 5              | 1997-1998, 2000-2001 | 1980-1981, 1998-1999, 2001-2002                                                                              |
| Fenerbahçe        | Istanbul   | 2      | 2             | 4              | 2016-2017, 2024-2025 | 2015-2016, 2017-2018                                                                                         |
| Anadolu Efes      | Istanbul   | 2      | 1             | 3              | 2020-2021, 2021-2022 | 2018-2019 |
| Pall. Cantù       | Cantù      | 2      | 0             | 2              | 1981-1982, 1982-1983 | - |
| Cibona Zagabria   | Zagabria   | 2      | 0             | 2              | 1984-1985, 1985-1986 | - |
| Dinamo Tbilisi    | Tbilisi    | 1      | 1             | 2              | 1961-1962 | 1959-1960 |
| Joventut Badalona | Badalona   | 1      | 1             | 2              | 1993-1994 | 1991-1992 |
| Žalgiris Kaunas   | Kaunas     | 1      | 1             | 2              | 1998-1999 | 1985-1986 |
| Bosna Royal       | Sarajevo   | 1      | 0             | 1              | 1978-1979 | - |
| Virtus Roma       | Roma       | 1      | 0             | 1              | 1983-1984 | - |
| Partizan          | Belgrado   | 1      | 0             | 1              | 1991-1992 | - |
| CSP Limoges       | Limoges    | 1      | 0             | 1              | 1992-1993 | - |

### Titoli per nazione
| Nazione                              | Titoli | Secondi posti | Finali giocate | Club vincitori                                                                                         | Club finalisti                                                                                       |
| ------------------------------------ | ------ | ------------- | -------------- | --- | --- |
| Spagna                               | 14     | 19            | 33             | Real Madrid (11) Barcellona (2) Joventut Badalona (1)                                                  | Real Madrid (10), Barcellona (6), Baskonia (2), Joventut Badalona (1)                                |
| Italia                               | 13     | 13            | 26             | Pallacanestro Varese (5) Olimpia Milano (3) Pallacanestro Cantù (2) Virtus Bologna (2) Virtus Roma (1) | Pallacanestro Varese (5), Virtus Bologna (3), Olimpia Milano (2), Treviso (2), Fortitudo Bologna (1) |
| Grecia                               | 10     | 8             | 18             | Panathīnaïkos (7) Olympiakos (3)                                                                       | Olympiakos (6), Panathīnaïkos (1), AEK (1)                                                           |
| Russia / ( Unione Sovietica)         | 8      | 6             | 14             | CSKA Mosca (8)                                                                                         | CSKA Mosca (6)                                                                                       |
| Israele                              | 6      | 9             | 15             | Maccabi Tel Aviv (6)                                                                                   | Maccabi Tel Aviv (9)                                                                                 |
| Croazia / ( Jugoslavia)              | 5      | 1             | 6              | Spalato (3) Cibona Zagabria (2)                                                                        | Spalato (1)                                                                                          |
| Turchia                              | 4      | 3             | 7              | Anadolu Efes (2) Fenerbahçe (2)                                                                        | Fenerbahçe (2), Anadolu Efes (1)                                                                     |
| Lettonia / ( Unione Sovietica)       | 3      | 1             | 4              | ASK Riga (3)                                                                                           | ASK Riga (1)                                                                                         |
| Francia                              | 1      | 1             | 2              | CSP Limoges (1)                                                                                        | Monaco (1)                                                                                           |
| Georgia / ( Unione Sovietica)        | 1      | 1             | 2              | Dinamo Tbilisi (1)                                                                                     | Dinamo Tbilisi (1)                                                                                   |
| Lituania / ( Unione Sovietica)       | 1      | 1             | 2              | Žalgiris Kaunas (1)                                                                                    | Žalgiris Kaunas (1)                                                                                  |
| Bosnia ed Erzegovina / ( Jugoslavia) | 1      | 0             | 1              | Bosna (1)                                                                                              | - |
| Serbia / ( Jugoslavia)               | 1      | 0             | 1              | Partizan Belgrado (1)                                                                                  | - |

## Statistiche individuali

### Allenatori plurivincitori
| Nazione            | Titoli | Anni                                                 | Club                                                                                         |
| ------------------ | ------ | ---------------------------------------------------- | -------------------------------------------------------------------------------------------- |
| Željko Obradović   | 9      | 1992, 1994, 1995, 2000, 2002, 2007, 2009, 2011, 2017 | Panathīnaïkos (5) Partizan Belgrado (1) Joventut Badalona (1) Real Madrid (1) Fenerbahçe (1) |
| Alexander Gomelsky | 4      | 1958, 1959, 1960, 1971                               | ASK Riga (3) CSKA Mosca (1)                                                                  |
| Pedro Ferrándiz    | 4      | 1965, 1967, 1968, 1974                               | Real Madrid (4)                                                                              |
| Božidar Maljković  | 4      | 1989, 1990, 1993, 1996                               | Spalato (2) CSP Limoges (1) Panathīnaïkos (1)                                                |
| Ettore Messina     | 4      | 1998, 2001, 2006, 2008                               | Virtus Bologna (2) CSKA Mosca (2)                                                            |
| Aca Nikolić        | 3      | 1970, 1972, 1973                                     | Pallacanestro Varese (3)                                                                     |
| Pini Gershon       | 3      | 2001, 2004, 2005                                     | Maccabi Tel Aviv (3)                                                                         |
| Ergin Ataman       | 3      | 2021, 2022, 2024                                     | Anadolu Efes (2), Panathīnaïkos (1)                                                          |
| Evgenij Alekseev   | 2      | 1961, 1963                                           | CSKA Mosca (2)                                                                               |
| Sandro Gamba       | 2      | 1975, 1976                                           | Pallacanestro Varese (2)                                                                     |
| Lolo Sainz         | 2      | 1978, 1980                                           | Real Madrid (2)                                                                              |
| Valerio Bianchini  | 2      | 1982, 1984                                           | Pallacanestro Cantù (1) Virtus Roma (1)                                                      |
| Željko Pavličević  | 2      | 1986, 1991                                           | Cibona Zagabria (1) Spalato (1)                                                              |
| Dušan Ivković      | 2      | 1997, 2012                                           | Olympiakos (2)                                                                               |
| Pablo Laso         | 2      | 2015, 2018                                           | Real Madrid (2)                                                                              |
| Dimitrios Itoudis  | 2      | 2016, 2019                                           | CSKA Mosca (2)                                                                               |

## Sedi delleFinal Four
- 1988 Flanders Expo, Gand  Belgio
- 1989 Olympiahalle, Monaco di Baviera  Germania Ovest
- 1990 Pabellón Príncipe Felipe, Saragozza  Spagna
- 1991 Palais Omnisports de Paris-Bercy, Parigi  Francia
- 1992 Abdi İpekçi Arena, Istanbul  Turchia
- 1993 Peace and Friendship Stadium, Il Pireo  Grecia
- 1994 Yad-Eliyahu Arena, Tel Aviv  Israele
- 1995 Pabellón Príncipe Felipe, Saragozza  Spagna
- 1996 Palais Omnisports de Paris-Bercy, Parigi  Francia
- 1997 Palazzo dello Sport, Roma  Italia
- 1998 Palau Sant Jordi, Barcellona  Spagna
- 1999 Olympiahalle, Monaco di Baviera  Germania
- 2000 PAOK Sports Arena, Salonicco  Grecia
- 2001 Palais Omnisports de Paris-Bercy, Parigi  Francia (FIBA Suproleague)
- 2002 PalaMalaguti, Bologna  Italia
- 2003 Palau Sant Jordi, Barcellona  Spagna
- 2004 Yad-Eliyahu Arena, Tel Aviv  Israele
- 2005 Olimpijskij, Mosca  Russia
- 2006 O2 Arena, Praga  Rep. Ceca
- 2007 OAKA, Atene  Grecia
- 2008 Palacio de Deportes de la Comunidad de Madrid, Madrid  Spagna
- 2009 O2 World, Berlino  Germania
- 2010 Palais Omnisports de Paris-Bercy, Parigi  Francia
- 2011 Palau Sant Jordi, Barcellona  Spagna
- 2012 Sinan Erdem Dome, Istanbul  Turchia
- 2013 O2 Arena, Londra  Regno Unito
- 2014 Mediolanum Forum, Milano  Italia
- 2015 Palacio de Deportes de la Comunidad de Madrid, Madrid  Spagna
- 2016 Mercedes-Benz Arena, Berlino  Germania
- 2017 Sinan Erdem Dome, Istanbul  Turchia
- 2018 Štark Arena, Belgrado  Serbia
- 2019 Fernando Buesa Arena, Vitoria-Gasteiz  Spagna
- 2020 non disputate
- 2021 Lanxess Arena, Colonia  Germania
- 2022 Štark Arena, Belgrado  Serbia
- 2023 Žalgirio Arena, Kaunas  Lituania
- 2024 Mercedes-Benz Arena, Berlino  Germania
- 2025 Etihad Arena, Abu Dhabi  Emirati Arabi Uniti

## Personalità coinvolte

### Presidenti e commissari
Era FIBA (1958–2001)
Era Euroleague Basketball (2000–presente)
- Jordi Bertomeu, 2002-2022
- Dejan Bodiroga, dal 2022

### Giocatori
- Cestisti plurivincitori della Euroleague Basketball

### Allenatori
- Allenatori vincitori della Euroleague Basketball

## Premi annuali e onorificenze
Premi annuali
- Euroleague MVP
- Final Four MVP
- Difensore dell'anno
- Rising Star
- Alphonso Ford Trophy
- Allenatore dell'anno
- Executive dell'anno
- All Team

Premi speciali
- Euroleague Legend Award
- All-Decade Team

## Statistiche individuali
Statistiche dalla stagione 2000-2001, aggiornate al 6 marzo 2021.
Punti:
- Marcatori[5]

1. Mike James - 5.276
2. Nando de Colo - 4.849
3. Vasilīs Spanoulīs - 4.455
4. Sergio Llull - 4.216
5. Juan Carlos Navarro - 4.152

Rimbalzi:
- Rimbalzisti

1. Jankunas Paulius - 2.010
2. Felipe Reyes - 1.799
3. Kyle Hines - 1.631
4. Bourousis Ioannis - 1.603
5. Ante Tomic - 1.545

Assist:
- Passatori (Assist)

1. Nick Calathes - 1.660
2. Vasilīs Spanoulīs - 1.607
3. Sergio Rodriguez - 1.47
4. Thomas Heurtel - 1.340
5. Kōstas Sloukas - 1.278

Stoppate:
- Stoppatori

1. Bryant Dunston - 302
2. Kyle Hines - 282
3. Walter Tavares - 273
4. Fran Vázquez - 249
5. Alex Tyus - 217

Palle rubate:
- Rubatori

1. Dīmītrīs Diamantidīs - 434
2. Nick Calathes - 363
3. Theodōros Papaloukas - 335
4. Rudy Fernández - 324
5. Pablo Prigioni - 322

- Leader stagionali: Punti · Assist · Rimbalzi · Stoppate · Palle rubate

### All-time leaders
statistiche dalla stagione 2000-2001
Aggiornate al 6 marzo 2021.
|              | Media            | Media | Totale               | Totale |
| ------------ | ---------------- | ----- | -------------------- | ------ |
| Punti        | Alphonso Ford    | 22,22 | 🇺🇸 Mike James        | 5.276  |
| Rimbalzi     | Joseph Blair     | 10,05 | Paulius Jankūnas     | 2.010  |
| Assist       | Nick Calathes    | 6,06  | Nick Calathes        | 1.660  |
| Palle rubate | Emanuel Ginóbili | 2,77  | Dīmītrīs Diamantidīs | 434    |
| Stoppate     | Walter Tavares   | 1,74  | Bryant Dunston       | 302    |

### Migliori prestazioni
dalla stagione 1990-1991
Aggiornato all'11 gennaio 2020.
|              | Giocatore                                                                                | Giocatore |
| ------------ | ---------------------------------------------------------------------------------------- | --------- |
| Punti        | Joe Arlauckas (Real Madrid)                                                              | 63        |
| Rimbalzi     | Arvydas Sabonis (Real Madrid) Joe Binion (Buckler Bologna) Antōnīs Fōtsīs (Dinamo Mosca) | 24        |
| Assist       | Stefan Jović (Stella Rossa)                                                              | 19        |
| Palle rubate | Marcus Webb (CSKA Mosca) Jeff Trepagnier (Ulker Istanbul)                                | 11        |
| Stoppate     | Stojko Vranković (PAF Bologna)                                                           | 10        |